# Willy Mairesse
 Willy Mairesse  (1. října 1928 Momignies – 2. září 1969 Ostende) byl belgický automobilový závodník, účastník Formule 1 v letech 1960–1965. Jednalo se o všestranného závodníka, který získal i řadu úspěchů v dalších automobilových disciplínách jako v rally (Marathon de la Route, Tour de France, Tour de Corse) nebo sportovních vozech (1000 km Spa, 1000 km Nürburgring, 1000 km Paris, Targa Florio, 24 hodin Le Mans, 24 hodin Spa-Francorchamps).

## Biografie
Narodil se v Mormignies, malé vesničce uprostřed polí a lesů, v jižní Belgii, nedaleko hranic s Francií.
Až do svých 25 let neměl ani tušení o automobilových závodech, vše změnila nabídka jeho kamaráda (Dr. Henry Misonne) přihlásit se na závod Liege-Řím-Liege 1953 s vozem Porsche 356. Ale jejich amatérský pokus brzo ztroskotal na poruše motoru. Od tohoto okamžiku začal používat svůj soukromý vůz Peugeot 203, ve stejném závodě dojel na celkově 28. příčce a ve své třídě byl 8. O rok později se stejným vozem již zvítězil ve třídě do 1300cc a celkově byl 8. V roce 1956 získal vůz Mercedes 300SL a začal závodit ve třídě GT a dokonce dojel na třetím místě v předzávodě pro Grand Prix Německa. Ten samý rok zvítězil v Liege-Řím-Liege a získal si tak zaslouženou pozornost belgického národního týmu Equipe Nationale Belge, který provozoval dovozce vozů Ferrari Jacques Swaters.
Equipe Nationale Belge jej angažoval pro období 1957 a 1958 do kategorie sportovních vozů, ale dobré výsledky na sebe nechaly čekat, nejprve nedojel v závodě 1000 km Nürburgringu 1958 a v 24h Le Mans 1958 havaroval a tak nejlepším a jediným výsledkem tohoto roku bylo druhé místo v závodě na 12h Remis 1958, kde řídil vůz Ferrari Berlinetta. Rok 1959 byl v belgickém týmu velmi náročný a jediným uspokojením mu byl strhující výkon v souboji s Olivierem Gendebienem během Tour de France, kde si ho všiml i Enzo Ferrari a získal ho tak do svého týmu. Nejprve jako testovacího pilota pro vytrvalostní závody a později i do formule 1.
Ve formuli 1 startoval poprvé v domácí Grand Prix Belgie 1960, která se zapsala do dějin jako jedna z nejtragičtějších. V závodě kroužil na sedmém místě a přetahoval se o místo šesté s Chrisem Bristolem, když se Chris Bristow ve 20 kole dostal před Mairesse a havaroval. Anglický pilot byl na místě mrtev, Mairesse byl otřesen a navíc i obviňován svými kolegy. Závod pokračoval dále, on ze závodu odstoupil ve 23. kole, to ještě netušil, že v dalším kole zahyne další pilot, Alan Stacey. Jeho další pokus ve Formuli 1 se odehrál za mnohem příznivějších podmínek v Grand Prix Francie, ale závod znovu nedokončil. Až do třetice se to povedlo, Grand Prix Itálie mu vynesla třetí místo a taky jediné umístění na stupních vítězů ve Formuli 1.
V 50 letech patřily závody Formule 1 k nejuznávanějším akcím ve světě automobilového sportu, přesto bylo i několik dalších závodů, kde bylo možno vydobýt si slávu. Závody jako 24 hodin Le Mans, 1000 km Nürburgringu, 1000 km Paříže, 12 hodin Sebringu nebo Targa Florio, přitahovaly jak výrobce tak i diváky a piloty. Dostal důvěru samotného Enza Ferrariho, kterou ještě upevnil po vítězstvích v Tour de France v letech 1960 a 1961, v nemistrovských Grand Prix Syrakus a Bruselu nebo prvním místem v Targa Florio v roce 1962, 500 km Spa 1963, 1000 km Nürburgringu 1963 a dalších. Ne vždy se však dařilo, a stejně tak jako při svém vstupu do formule 1, byl zapleten do několika vážných nehod. Nejprve v Le Mans při výborně rozjetém závodě, přišlo špatné dotankování a následný požár jeho vozu, tuto událost přežil bez zranění. Nehoda v Grand Prix Německa 1963, při které se vážně zranil, jej stála i místo v závodním týmu Ferrari. Navíc kolo utržené z jeho vozu namístě usmrtilo pomocníka z červeného kříže, který seděl na stráni před hrazením, tak zněl první zpráva. Později se z amatérských záběru prokázalo, že kolo z vozu přelétlo celou přírodní tribunu a nikoho nezasáhlo, pomocník byl zasažen přímo jeho vozem. Willy Mairesse, byl z vozu katapultován a dopadl 40 m daleko od nehody, utrpěl vážná zranění nohou a rukou.
Vrátil se na závodní dráhu až na přelomu roku 1964/1965, když se účastnil pár závodu s přítelem Jean Blatonem. Dokázal zvítězit v 500 km Spa 1965 nebo v Targa Florio 1966. Mezitím si založil úspěšný podnik a na závodění bylo čím dál méně času. Znovu se nechal přemluvit přítelem k účasti v Le Mans 1968, která pro něj měla osudový zvrat jeho osobnosti. Krátce po startu, ještě v prvním kole, se špatně zavřené dveře otevřely a způsobily nepříjemnou nehodu, ze které se už nikdy úplně nevyléčil a téměř rok po této události si sáhl na svůj život on sám. Stalo se tak 2. října 1969 v hotelovém pokoji ve městě Ostende.

## Výsledky

### Formule 1
| Legenda k tabulce | Legenda k tabulce                                                                       |
| Barva             | Výsledek                                                                                |
| ----------------- | --------------------------------------------------------------------------------------- |
| Zlatá             | Vítěz                                                                                   |
| Stříbrná          | 2. místo                                                                                |
| Bronzová          | 3. místo                                                                                |
| Zelená            | Bodované umístění                                                                       |
| Modrá             | Nebodované umístění                                                                     |
| Modrá             | Dokončil neklasifikován (NC)                                                            |
| Fialová           | Odstoupil (Ret)                                                                         |
| Červená           | Nekvalifikoval se (DNQ)                                                                 |
| Červená           | Nepředkvalifikoval se (DNPQ)                                                            |
| Černá             | Diskvalifikován (DSQ)                                                                   |
| Bílá              | Nestartoval (DNS)                                                                       |
| Bílá              | Závod zrušen (C)                                                                        |
| Světle modrá      | Pouze trénoval (PO)                                                                     |
| Světle modrá      | Páteční testovací jezdec (TD)                                                           |
| Bez barvy         | Netrénoval (DNP)                                                                        |
| Bez barvy         | Vyřazen (EX)                                                                            |
| Bez barvy         | Nepřijel (DNA)                                                                          |
| Bez barvy         | Odvolal účast (WD)                                                                      |
| Bez barvy         | Nezúčastnil se (prázdné)                                                                |
| Označení          | Význam                                                                                  |
| Tučnost           | Pole position                                                                           |
| Kurzíva           | Nejrychlejší kolo                                                                       |
| †                 | Jezdec nedojel do cíle, ale byl klasifikován, protože odjel více než 90 % délky závodu. |
| ‡                 | Byl udělován poloviční počet bodů, protože bylo odjeto méně než 75 % délky závodu.      |
| Horní index       | Umístění bodujících jezdců ve sprintu                                                   |

| Rok  | Tým                    | Šasi             | Motor                      | 1       | 2       | 3       | 4       | 5       | 6       | 7     | 8       | 9     | 10  | Umístění | Body |
| ---- | ---------------------- | ---------------- | -------------------------- | ------- | ------- | ------- | ------- | ------- | ------- | ----- | ------- | ----- | --- | -------- | ---- |
| 1960 | Scuderia Ferrari       | Ferrari Dino 246 | Ferrari 155 2.4 V6         | ARG     | MON     | 500     | NED     | BEL Ret | FRA Ret | GBR   | POR     | ITA 3 | USA | 15       | 4    |
| 1961 | Equipe Nationale Belge | Lotus 18         | Coventry-Climax FPF 1.5 L4 | MON     | NED     | BEL Ret |         |         |         |       |         |       |     | -        | 0    |
| 1961 | Team Lotus             | Lotus 21         | Coventry-Climax FPF 1.5 L4 |         |         |         | FRA Ret | GBR     |         |       |         |       |     | -        | 0    |
| 1961 | Scuderia Ferrari       | Ferrari 156      | Ferrari 178 1.5 V6         |         |         |         |         |         | GER Ret | ITA   | USA     |       |     | -        | 0    |
| 1962 | Scuderia Ferrari       | Ferrari 156      | Ferrari 178 1.5 V6         | NED     | MON 7   | BEL Ret | FRA     | GBR     | GER     | ITA 4 | USA DNS | RSA   |     | 14       | 3    |
| 1963 | Scuderia Ferrari       | Ferrari 156      | Ferrari 178 1.5 V6         | MON Ret | BEL Ret | NED     | FRA     | GBR     | GER Ret | ITA   | USA     | MEX   | RSA | -        | 0    |
| 1965 | Scuderia Centro Sud    | BRM P57          | BRM P56 1.5 V8             | RSA     | MON     | BEL DNS | FRA     | GBR     | NED     | GER   | ITA     | USA   | MEX | -        | 0    |

### Závody F1 nezapočítávané do MS
| Rok  | Grand Prix                | Okruh       | Vůz          | Pozice      | Výsledky |
| ---- | ------------------------- | ----------- | ------------ | ----------- | -------- |
| 1961 | Grand Prix Bruselu        | Brusel      | Emeryson 61  | Nestartoval | Výsledky |
| 1961 | Grand Prix Syrakus        | Syrakusy    | Emeryson 61  | Nestartoval | Výsledky |
| 1961 | Grand Prix Solitude       |             | Emeryson 61  | Nestartoval | Výsledky |
| 1962 | Grand Prix Bruselu        | Brusel      | Ferrari D156 | 1. místo    | Výsledky |
| 1962 | Grand Prix Neapole        | Neapol      | Ferrari D156 | 1. místo    | Výsledky |
| 1963 | BRDC International Trophy | Silverstone | Ferrari 156  | Nedokončil  | Výsledky |

### 24 hodin Le Mans
| Rok  | Kategorie | Tým                    | Vůz                | Spolujezdci    | Umístění   |
| 1958 | S3000     | Ecurie Francorchamps   | Ferrari 250 TR     | Lucien Bianchi | nedokončil |
| 1960 | S3.0      | Scuderia Ferrari SpA   | Ferrari 250 TRI/60 | Richie Ginther | nedokončil |
| 1961 | S3.0      | Scuderia Ferrari       | Ferrari 250 TRI/61 | Mike Parkes    | 2. místo   |
| 1963 | P         | SpA Ferrari SEFAC      | Ferrari 250 P      | John Surtees   | nedokončil |
| 1965 | GT        | Ecurie Francorchamps   | Ferrari 275 GTB    | Jean Blaton    | 3. místo   |
| 1966 | P         | Scuderia Filipinetti   | Ferrari 365 P2/P3  | Herbert Müller | nedokončil |
| 1967 | P 5000    | Equipe Nationale Belge | Ferrari 330 P4     | Jean Blaton    | 3. místo   |
| 1968 | S 5000    | Claude Dubois          | Ford GT40          | Jean Blaton    | nedokončil |

### Targa Florio
| Rok  | Kategorie | Tým                  | Vůz                 | Spolujezdci                          | Umístění    |
| 1960 | S3000     | Scuderia Ferrari     | Ferrari Dino 246 S  | Ludovico Scarfiotti, Guilio Cabianca | 4. místo    |
| 1961 | SC 3000   | Scuderia Ferrari     | Ferrari 250 TR61    |                                      | nestartoval |
| 1962 | S 3000    | SpA Ferrari SEFAC    | Ferrari Dino 246 SP | Ricardo Rodriguez, Olivier Gendebien | 1. místo    |
| 1963 | S 2000    | SpA Ferrari SEFAC    | Ferrari Dino 196 SP | Lorenzo Bandini, Ludovico Scarfiotti | 2. místo    |
| 1963 | P 3000    | SpA Ferrari SEFAC    | Ferrari 250 P       | Ludovico Scarfiotti                  | Nedokončil  |
| 1966 | S         | Scuderia Filipinetti | Porsche 906         | Herbert Müller                       | 1. místo    |

## Zajímavosti
- Kniha – Willy Mairesse le chevalier meurtri – Christophe A. Gaascht. Editon Nostaligia. 2003.